# Кознику, Ардиан
А́рдиан Козни́ку (хорв. Ardian Kozniku; род. 27 октября 1967, Джяковица) — хорватский футболист албанского происхождения, нападающий.

## Карьера

### Клубная
Первым клубом в карьере игрока стала «Приштина». В 1990 году он перешёл в «Хайдук» из Сплита, за который выступал до 1994 года. Затем выступал за «Кан», «Гавр», АПОЭЛ и «Бастию». После чемпионата мира 1998 года вернулся в Хорватию, где играл за «Динамо» из Загреба. В 2001 году недолго поиграл в австрийском «Кернтене», а затем вновь вернулся в Хорватию. Завершил карьеру в 2002 году в клубе «Хрватски Драговоляц».

### В сборной
Дебютировал в сборной Хорватии в 1994 году и выступал за неё до 1998 года. Стал бронзовым призёром чемпионата мира 1998 года, но на поле не выходил.